# عیسی (فیلم ۱۹۷۹)
«عیسی» (انگلیسی: Jesus) یک فیلم است که در سال ۱۹۷۹ منتشر شد. از بازیگران آن می‌توان به یوسف شیلواخ اشاره کرد.